# Галунов Дмитро Павлович
Дмитро Павлович Галунов (8 лютого 1904 — 28 жовтня 1990) — радянський військовий льотчик і полководець, учасник війни в Іспанії у 1936—1939 роках, учасник німецько-радянської війни, учасник радянсько-японської війни, учасник війни в Кореї, командувач 48-ї повітряної армії, 69-ї повітряної армії. Генерал-лейтенант авіації. Депутат Верховної Ради УРСР 5-го скликання.

## Біографія
Народився в селі Мишуткино (тепер — Весьєгонського району Тверської області, Російська Федерація) у родині робітника.
У Червоній армії з 1926 року. Член ВКП(б) з 1930 року.

### Освіта
- Рязанське піхотне училище (1930)
- 1-а Військова школа льотчиків імені М'ясникова (селище Кача) (1934)
- Курси удосконалення командного складу при академії Генерального штабу (1939)
- Вища військова академія імені Ворошилова (1955)

### Служба у збройних силах
Службу в РСЧА розпочав добровільно, вступивши в жовтні 1926 року на навчання в Рязанське піхотне училище, після закінчення якого проходив службу на командних посадах у Білоруському військовому окрузі.
З травня 1931 року був переведений у Військово-повітряні сили для подальшого проходження служби стажером льотчика-спостерігача. У 1934 році направлений на навчання в 1-у Військову школу льотчиків імені М'ясникова, яку закінчив в тому ж році. Після служби на льотних посадах у жовтні 1936 року направлений у відрядження для участі в громадянській війні в Іспанії. По закінченні відрядження в 1937 році за проявлену мужність нагороджений орденом Червоного Прапора. Продовжував службу у ВПС.
У червні 1938 року призначений командиром 5-го штурмового авіаційного полку, а потім — командиром 8-ї авіаційної бригади. У листопаді 1938 року приступив до навчання як слухач на Курсах удосконалення командного складу при Академії Генштабу, по закінченні курсів повернувся в свою бригаду. У серпні 1940 року призначений командиром 21-ї змішаної авіаційної дивізії в Одеському військовому окрузі.
Німецько-радянську війну зустрів 22 червня 1941 року, будучи командиром авіаційної дивізії, особисто водив групу в складі ескадрильї на бойове завдання. З вересня 1941 року — командувач ВПС 12-ї Армії. З листопада 1941 року — командир 5-ї резервної авіаційної групи (5-й РАГ) Південного фронту. З січня 1942 року — командувач ВПС 57-ї Армії. З травня 1942 року — командир 217-ї винищувальної авіаційної дивізії Південного і Кавказького фронтів. За успішні бойові дії дивізія була нагороджена орденом Червоного Прапора і перейменована у 8-у гвардійську винищувальну авіаційну дивізію
26 червня 1943 року призначений на посаду командира 5-го винищувального авіаційного корпусу 2-ї повітряної армії Воронезького (з 20 жовтня 1943 р. — 1-го українського) фронту.
З лютого 1945 року — заступник командувача 12-ї повітряної армії Забайкальського військового округу, яка брала участь у радянсько-японської війни 1945 року. Після війни продовжує службу у ВПС в тій же посаді.
З вересня 1946 року — командир 12-го змішаного авіаційного корпусу Забайкальського військового округу (з 10 січня 1949 р. — 57-й змішаний авіаційний корпус).
З листопада 1949 року — командувач 48-ї повітряної армії Одеського військового округу.
З грудня 1950 року по січень 1954 року — в розпорядженні 10-го відділу 2-го Управління Генерального штабу радянської армії, перебував у спеціальному відрядженні в Китаї і Кореї. Працював радником командувача Об'єднаної повітряною армією, генерала китайської народної армії Лю Чжень. Після повернення з відрядження в Китай і Корею навчався на авіаційному факультеті Вищої Військової Академії імені Ворошилова.
У листопаді 1955 року призначений заступником начальника Управління бойової підготовки ВПС.
З серпня 1956 року — командувач 69-ї повітряної армії в Київському військовому окрузі.
З жовтня 1959 року — старший Групи радянських військових фахівців з ВПС Народно-визвольної армії Китаю.
З березня 1961 року — в запасі. Працював начальником Київського аеропорту (Жуляни). У 1964 році аеропорт зайняв 1-е місце серед всіх аеропортів України і був відзначений міністром цивільної авіації СРСР як один з найкращих в СРСР. Начальник аеропорту Галунов був нагороджений значком «Відмінник Цивільного повітряного флоту».
Помер 28 жовтня 1990 року в Києві. Похований на Лук'янівському кладовищі міста Києва.

## Військові звання
- генерал-майор авіації (17.03.1943)
- генерал-лейтенант авіації (25.05.1959)

## Нагороди
- два ордени Леніна (5.11.1941,)
- п'ять орденів Червоного Прапора (1937, 30.11.1944,)
- орден Суворова 2-го ступеня (10.01.1944)
- два ордени Кутузова 2-го ступеня (11.08.1944, 8.09.1945)
- ордени Вітчизняної війни 1-го ступеня (18.03.1943, 11.03.1985)
- Орден Червоної Зірки
- медалі